# Juniperus pseudosabina
Juniperus pseudosabina là một loài thực vật hạt trần trong họ Cupressaceae. Loài này được Fisch. & C.A.Mey. mô tả khoa học đầu tiên năm 1842.